# Randy Harrison
Randy Harrison, właśc. Randolph Clarke Harrison  (ur. 2 listopada 1977 w Nashua) – amerykański aktor teatralny, telewizyjny i filmowy, występował w głównej roli Justina Taylora w serialu amerykańskim Queer as Folk (2000–2005).

## Życiorys

### Młodość
Urodził się w Nashua, w stanie New Hampshire. Jego matka była artystką, a ojciec pracował na stanowisku dyrektora wykonawczego w branży papierniczej. Jego starszy brat został kierownikiem banku. Kiedy miał jedenaście lat wraz z rodziną przeprowadził się do Alpharetty w Georgii. Był nieśmiałym nastolatkiem i miał kilku zaufanych przyjaciół. Uczęszczał do szkoły średniej Pace Academy w Atlancie. W wieku 7 lat postanowił zostać aktorem po obejrzeniu inscenizacji Piotruś Pan. Śpiewał w chórze dziecięcym w musicalu Oliver (1985) i wystąpił w roli Winthrop w The Music Man (1987). Uczył się także aktorstwa w SITI zarówno w Skidmore College, jak i na Manhattanie.

### Kariera sceniczna
W marcu 2000 uzyskał dyplom bakałarza sztuk i ukończył studia w College Conservatory of Music na Uniwersytecie w Cincinnati. Podczas studiów brał udział w takich sztukach jak Hello Again, Shopping and Fucking jako Robbie, Dzieci Edenu jako Abel, The Hot Mikado i Rags. Grał w musicalach: Violet (1999) jako Billy Dean w Ensemble Theatre Cincinnati w Cincinnati i 1776 jako kureier w St. Louis Municipal Opera Theatre w Saint Louis. Na scenie Forestburg Playhouse w Forestburgh można było go zobaczyć w produkcjach: West Side Story, Józef i cudowny płaszcz snów w technikolorze w roli Beniamina, Babes in Arms i Kabaret. Wziął udział w komedii Toma Stopparda Prawdziwy inspektor Dog.
W 2000 przeprowadził się do Nowego Jorku. W 2002 trafił na off-Broadway w roli kelnera Caseya w sztuce A Letter From Ethel Kennedy z Manhattan Class Company i Deviant na New York International Fringe Festival. W 2004 zadebiutował na Broadwayu jako Boq w musicalu Stephena Schwartza Wicked. Podczas Berkshire Theatre Festival w Stockbridge w Massachusetts występował w spektaklach: Equus (2005) w roli Alana Stranga, Sen nocy letniej (2006) jako Lysander, Thisbe i Cobweb, Amadeusz (2006) jako Wolfgang Amadeus Mozart i Lot nad kukułczym gniazdem (2007) jako Billy Bibbit, Profesja pani Warren (2007) jako Frank Gardner, Czekając na Godota (2008) jako Lucky i Upiory Henrika Ibsena (2009) jako Oswald Alving. W marcu 2007 na deskach Guthrie Theater w Minneapolis zagrał młodego Toma Wingfielda w Szklanej menażerii. W sezonie artystycznym 2007/2008 był młodym Spencerem w Edwardzie II, a w kwietniu i maju 2008 pojawił się jako Eros w Antoniuszu i Kleopatrze. W 2009 grał Andy’ego Warhola w światowej prapremierze POP! w Yale Repertory Theatre przy Uniwersytecie Yale w New Haven w Connecticut.
W 2010 w Red Bull Theatre Revelations Reading wystąpił jako Scipio w Kaliguli. 16 października 2012 w Bank Street Theatre i Cherry Lane Studio Theater w Nowym Jorku grał w produkcji The Click of The Lock u boku Christiana Coulsona. Wcielał się w postać mistrza ceremonii Emcee w musicalu Kabaret w nowojorskim Roundabout Theatre Company (2016) i Ogunquit Playhouse (2019) w Ogunquit. Od 13 do 29 października 2017 w Bucks County Playhouse występował jako transwestyta Frank N. Facter w The Rocky Horror Show. W 2018 zebrał dobre recenzje za rolę Priora Waltera w sztuce Tony’ego Kushnera Anioły w Ameryce w Berkeley Repertory Theatre w Berkeley w Kalifornii.

### Role ekranowe
Popularność przyniosła mu jedna z głównych ról w amerykańskim serialu poświęconym życiu gejów, Queer as Folk (2000-2005). Wystąpił ponadto w telewizyjnym dramacie kryminalnym Pif-Paf! Jesteś trup! (Bang Bang You're Dead, 2002) u boku Toma Cavanagha i Bena Fostera.

## Życie prywatne
We wrześniu 2002 w wywiadzie dla „The Advocate” otwarcie przyznał się do swojej orientacji homoseksualnej. W latach 2002–2008 był związany ze dziennikarzem i pisarzem Simonem Dumenco. Osiedlił się w Williamsburg w Brooklynie.

## Filmografia

### Filmy
- 2002: Pif-Paf! Jesteś trup! (Bang Bang You're Dead, TV) jako Sean
- 2008: Thinking... jako chłopak
- 2010: Julius Caesar jako Brutus
- 2011: Lorton Lake
- 2012: Gejbi jako kelner
- 2014: Such Good People jako Alex Reardon
- 2015: Photo Op jako Jacob
- 2015: Sam & Julia jako Sam

### Seriale TV
- 2000-2005: Queer as Folk (serial amerykański) jako Justin Taylor
- 2015: Mr. Robot jako Harry